# 3-idrossibutiril-CoA deidrogenasi
La 3-idrossibutiril-CoA deidrogenasi è un enzima appartenente alla classe delle ossidoreduttasi, che catalizza la seguente reazione:
(S)-3-idrossibutanoil-CoA + NADP+ ⇄ 3-acetoacetil-CoA + NADPH + H+